# Mika Kottila
Mika ("Hirvi") Kottila (Vantaa, 22 september 1974) is een voormalig profvoetballer uit Finland, die speelde als aanvaller. Hij beëindigde zijn actieve loopbaan in 2006 bij de Finse club FC Lahti. Behalve in zijn vaderland speelde hij verder clubvoetbal in Zweden, Engeland en Noorwegen.

## Interlandcarrière
Kottila kwam in totaal 32 keer (zeven doelpunten) uit voor de nationale ploeg van Finland in de periode 1995–2004. Hij maakte zijn officieuze debuut al op 15 februari 1995 in de wedstrijd tegen Trinidad & Tobago in Port of Spain. Hij verving Ari Hjelm in de rust van dat duel. De Finse voetbalbond erkent de wedstrijd echter niet als een officiële interland, vandaar dat Kottila met 31 interlands in de statistieken staat vermeld. Zijn officiële debuut vond plaats op 5 februari 1998 in de vriendschappelijke uitwedstrijd tegen Cyprus in Limassol (1-1), toen ook Aki Riihilahti, Janne Oinas en Teemu Tainio voor het eerst hun opwachting maakten in de nationale ploeg.
| Interlanddoelpunten | Interlanddoelpunten | Interlanddoelpunten | Interlanddoelpunten     | Interlanddoelpunten | Interlanddoelpunten | Interlanddoelpunten | Interlanddoelpunten |
| #                   | Datum               | Locatie             | Wedstrijd               | Goal(s)             | Score               | Uitslag             | Wedstrijd           |
| ------------------- | ------------------- | ------------------- | ----------------------- | ------------------- | ------------------- | ------------------- | ------------------- |
| 1                   | 23/03/2000          | Bangkok             | Finland – Estland       | 12'                 | 1 – 0               | 4 – 2               | King's Cup          |
| 2                   | 23/03/2000          | Bangkok             | Finland – Estland       | 56'                 | 3 – 0               | 4 – 2               | King's Cup          |
| 3                   | 15/02/2001          | Koeweit-Stad        | Koeweit – Finland       | 12'                 | 0 – 1               | 4 – 3               | Oefeninterland      |
| 4                   | 04/01/2002          | Manamah             | Bahrein – Finland       | 43'                 | 0 – 1               | 0 – 2               | Bahrain Toernooi    |
| 5                   | 10/01/2002          | Manamah             | Finland – Macedonië     | 18'                 | 1 – 0               | 3 – 0               | Bahrain Toernooi    |
| 6                   | 10/01/2002          | Manamah             | Finland – Macedonië     | 25'                 | 3 – 0               | 3 – 0               | Bahrain Toernooi    |
| 7                   | 29/01/2003          | Port of Spain       | Trinidad & T. – Finland | 80'                 | 1 – 1               | 1 – 2               | Oefeninterland      |

## Erelijst
HJK Helsinki
- Suomen Cup

1998, 2003
- Topscorer Veikkausliiga

2002 (18 goals)